# Campeonato Mundial de Fórmula 1 de 2022
O Campeonato Mundial de Fórmula 1 da FIA de 2022 foi a 73ª temporada do Campeonato Mundial de Fórmula 1, que é reconhecido pela Federação Internacional de Automobilismo (FIA), o órgão regulador do automobilismo internacional, como a mais alta categoria de competição para carros de corrida monopostos. O campeonato foi disputado em 22 etapas, tendo iniciado no Barém, em 20 de março, e terminado nos Emirados Árabes Unidos, em 20 de novembro. Nesta temporada ocorreu a estreia do Grande Prêmio de Miami, realizado no Autódromo Internacional de Miami. Equipes e pilotos competiram para serem campeões mundiais de construtores e de pilotos, respectivamente.
Na temporada de 2022 foi introduzido mudanças significativas nos regulamentos técnicos do esporte. Originalmente, essas mudanças deveriam ser introduzidas em 2021, mas foram adiadas para 2022 em resposta ao impacto da pandemia de COVID-19.
Em 9 de outubro de 2022, Max Verstappen venceu o Grande Prêmio do Japão em Suzuka, sagrando-se bicampeão mundial de Fórmula 1.

## Pilotos e equipes
Os três primeiros colocados da temporada de 2022:
| Campeão              | Vice-campeão    | Terceiro lugar       |
| -------------------- | --------------- | -------------------- |
|                      |                 |                      |
| Max Verstappen       | Charles Leclerc | Sergio Pérez         |
| Red Bull Racing-RBPT | Ferrari         | Red Bull Racing-RBPT |

Os seguintes pilotos e equipes participaram do Campeonato Mundial de Fórmula 1 de 2022:
| Equipe                                | Construtor                   | Chassi(s) | Unidade de potência | Pneu | Pilotos | Pilotos          | Pilotos | Pilotos | Pilotos                                                                                | Pilotos                 | Pilotos |
| Equipe                                | Construtor                   | Chassi(s) | Unidade de potência | Pneu | N.°     | Nome do piloto   | Sigla   | Rodada  |                                                                                        | Pilotos de teste        | Sigla   |
| ------------------------------------- | ---------------------------- | --------- | ------------------- | ---- | ------- | ---------------- | ------- | ------- | -------------------------------------------------------------------------------------- | ----------------------- | ------- |
| Alfa Romeo F1 Team Orlen              | Alfa Romeo-Ferrari           | C42       | Ferrari 066/7       | P    | 24      | Guanyu Zhou      | ZHO     | 1–22    | Robert Kubica Antonio Giovinazzi Callum Ilott Théo Pourchaire                          | KUB GIO ILO POU         |         |
| Alfa Romeo F1 Team Orlen              | Alfa Romeo-Ferrari           | C42       | Ferrari 066/7       | P    | 77      | Valtteri Bottas  | BOT     | 1–22    | Robert Kubica Antonio Giovinazzi Callum Ilott Théo Pourchaire                          | KUB GIO ILO POU         |         |
| Scuderia AlphaTauri                   | AlphaTauri-RBPT              | AT03      | Red Bull RBPTH001   | P    | 10      | Pierre Gasly     | GAS     | 1–22    | Liam Lawson Sébastien Buemi                                                            | LAW BUE                 |         |
| Scuderia AlphaTauri                   | AlphaTauri-RBPT              | AT03      | Red Bull RBPTH001   | P    | 22      | Yuki Tsunoda     | TSU     | 1–22    | Liam Lawson Sébastien Buemi                                                            | LAW BUE                 |         |
| BWT Alpine F1 Team                    | Alpine-Renault               | A522      | Renault E-Tech RE22 | P    | 14      | Fernando Alonso  | ALO     | 1–22    | Oscar Piastri Jack Doohan                                                              | PIA DOO                 |         |
| BWT Alpine F1 Team                    | Alpine-Renault               | A522      | Renault E-Tech RE22 | P    | 31      | Esteban Ocon     | OCO     | 1–22    | Oscar Piastri Jack Doohan                                                              | PIA DOO                 |         |
| Aston Martin Aramco Cognizant F1 Team | Aston Martin Aramco-Mercedes | AMR22     | Mercedes-AMG F1 M13 | P    | 5       | Sebastian Vettel | VET     | 3–22    | Nico Hülkenberg Nyck de Vries Felipe Drugovich                                         | HUL DEV DRU             |         |
| Aston Martin Aramco Cognizant F1 Team | Aston Martin Aramco-Mercedes | AMR22     | Mercedes-AMG F1 M13 | P    | 18      | Lance Stroll     | STR     | 1–22    | Nico Hülkenberg Nyck de Vries Felipe Drugovich                                         | HUL DEV DRU             |         |
| Aston Martin Aramco Cognizant F1 Team | Aston Martin Aramco-Mercedes | AMR22     | Mercedes-AMG F1 M13 | P    | 27      | Nico Hülkenberg  | HUL     | 1–2     | Nico Hülkenberg Nyck de Vries Felipe Drugovich                                         | HUL DEV DRU             |         |
| Scuderia Ferrari                      | Ferrari                      | F1-75     | Ferrari 066/7       | P    | 16      | Charles Leclerc  | LEC     | 1–22    | Mick Schumacher Antonio Giovinazzi Robert Shwartzman                                   | MSC GIO SHW             |         |
| Scuderia Ferrari                      | Ferrari                      | F1-75     | Ferrari 066/7       | P    | 55      | Carlos Sainz Jr. | SAI     | 1–22    | Mick Schumacher Antonio Giovinazzi Robert Shwartzman                                   | MSC GIO SHW             |         |
| Haas F1 Team                          | Haas-Ferrari                 | VF-22     | Ferrari 066/7       | P    | 20      | Kevin Magnussen  | MAG     | 1–22    | Pietro Fittipaldi Antonio Giovinazzi                                                   | FIT GIO                 |         |
| Haas F1 Team                          | Haas-Ferrari                 | VF-22     | Ferrari 066/7       | P    | 47      | Mick Schumacher  | MSC     | 1–22    | Pietro Fittipaldi Antonio Giovinazzi                                                   | FIT GIO                 |         |
| McLaren F1 Team                       | McLaren-Mercedes             | MCL36     | Mercedes-AMG F1 M13 | P    | 3       | Daniel Ricciardo | RIC     | 1–22    | Stoffel Vandoorne Nyck de Vries Álex Palou Patricio O'Ward Oscar Piastri Paul di Resta | VAN DEV PAL OWA PIA DIR |         |
| McLaren F1 Team                       | McLaren-Mercedes             | MCL36     | Mercedes-AMG F1 M13 | P    | 4       | Lando Norris     | NOR     | 1–22    | Stoffel Vandoorne Nyck de Vries Álex Palou Patricio O'Ward Oscar Piastri Paul di Resta | VAN DEV PAL OWA PIA DIR |         |
| Mercedes-AMG Petronas F1 Team         | Mercedes                     | F1 W13    | Mercedes-AMG F1 M13 | P    | 44      | Lewis Hamilton   | HAM     | 1–22    | Stoffel Vandoorne Nyck de Vries Esteban Gutiérrez                                      | VAN DEV GUT             |         |
| Mercedes-AMG Petronas F1 Team         | Mercedes                     | F1 W13    | Mercedes-AMG F1 M13 | P    | 63      | George Russell   | RUS     | 1–22    | Stoffel Vandoorne Nyck de Vries Esteban Gutiérrez                                      | VAN DEV GUT             |         |
| Oracle Red Bull Racing                | Red Bull Racing-RBPT         | RB18      | Red Bull RBPTH001   | P    | 1       | Max Verstappen   | VER     | 1–22    | Sébastien Buemi Jüri Vips Liam Lawson                                                  | BUE VIP LAW             |         |
| Oracle Red Bull Racing                | Red Bull Racing-RBPT         | RB18      | Red Bull RBPTH001   | P    | 11      | Sergio Pérez     | PER     | 1–22    | Sébastien Buemi Jüri Vips Liam Lawson                                                  | BUE VIP LAW             |         |
| Williams Racing                       | Williams-Mercedes            | FW44      | Mercedes-AMG F1 M13 | P    | 6       | Nicholas Latifi  | LAT     | 1–22    | Jack Aitken Nyck de Vries Logan Sargeant Roy Nissany                                   | AIT DEV SAR NIS         |         |
| Williams Racing                       | Williams-Mercedes            | FW44      | Mercedes-AMG F1 M13 | P    | 23      | Alexander Albon  | ALB     | 1–22    | Jack Aitken Nyck de Vries Logan Sargeant Roy Nissany                                   | AIT DEV SAR NIS         |         |
| Williams Racing                       | Williams-Mercedes            | FW44      | Mercedes-AMG F1 M13 | P    | 45      | Nyck de Vries    | DEV     | 16      | Jack Aitken Nyck de Vries Logan Sargeant Roy Nissany                                   | AIT DEV SAR NIS         |         |
| Fonte:                                |                              |           |                     |      |         |                  |         |         |                                                                                        |                         |         |

### Mudanças nas equipes
- A Honda optou por não dar continuidade ao seu programa de fornecimento de motores e deixará a Fórmula 1 após o final da temporada de 2021.[57] Esta decisão levou a Red Bull a assumir o programa de motores da Honda e o gerenciando internamente, criando uma nova divisão chamada Red Bull Powertrains para fornecer unidades de potência para as equipes Red Bull e AlphaTauri.[45][46]

### Mudanças nos pilotos
- Antes do Grande Prêmio dos Países Baixos de 2021, Kimi Räikkönen anunciou sua intenção de se aposentar no final da temporada de 2021, encerrando sua carreira na Fórmula 1 após 19 temporadas.[58] A vaga deixada por Räikkönen na Alfa Romeo foi ocupada por Valtteri Bottas, que havia saído da Mercedes no final de 2021.[9] Com George Russell substituindo Bottas,[59][60] desocupando seu assento na Williams que foi preenchido por Alexander Albon.[61]

- O piloto de Fórmula 2 Guanyu Zhou foi promovido para a Fórmula 1 pela equipe Alfa Romeo, no lugar de Antonio Giovinazzi,[62] que deixou a equipe no final de 2021.[63] Zhou se tornou no primeiro piloto chinês a competir na Fórmula 1.[62]

- Nikita Mazepin deveria competir originalmente pela Haas pelo segundo ano consecutivo. Porém, em razão a invasão russa da Ucrânia, seu contrato foi rescindido.[64] Com Kevin Magnussen assumindo o lugar de Mazepin na equipe estadunidense.[32]

#### Mudanças no meio da temporada
- Antes do Grande Prêmio do Barém, Sebastian Vettel testou positivo para a COVID-19. Ele foi substituído na Aston Martin pelo piloto reserva Nico Hülkenberg, que havia corrido pela última vez no Grande Prêmio de Eifel de 2020, pilotando pela equipe Racing Point.[24]

## Calendário

Os países em verde sediaram etapas do campeonato de 2022, enquanto os marcados em cinza escuro já sediaram um Grande Prêmio ao menos uma vez na história.

O calendário da temporada de 2022 foi composto por 22 eventos.
| Grande Prêmio | Grande Prêmio                     | Circuito                                          | Data           |
| ------------- | --------------------------------- | ------------------------------------------------- | -------------- |
| 1             | Grande Prêmio do Barém            | Circuito Internacional do Barém, Sakhir           | 20 de março    |
| 2             | Grande Prêmio da Arábia Saudita   | Circuito da Corniche de Gidá, Gidá                | 27 de março    |
| 3             | Grande Prêmio da Austrália        | Circuito do Grande Prêmio de Melbourne, Melbourne | 10 de abril    |
| 4             | Grande Prêmio da Emília-Romanha   | Autódromo Enzo e Dino Ferrari, Ímola              | 24 de abril    |
| 5             | Grande Prêmio de Miami            | Autódromo Internacional de Miami, Miami Gardens   | 8 de maio      |
| 6             | Grande Prêmio da Espanha          | Circuito de Barcelona-Catalunha, Montmeló         | 22 de maio     |
| 7             | Grande Prêmio de Mônaco           | Circuito de Mônaco, Monte Carlo                   | 29 de maio     |
| 8             | Grande Prêmio do Azerbaijão       | Circuito Urbano de Bacu, Bacu                     | 12 de junho    |
| 9             | Grande Prêmio do Canadá           | Circuito Gilles Villeneuve, Montreal              | 19 de junho    |
| 10            | Grande Prêmio da Grã-Bretanha     | Circuito de Silverstone, Silverstone              | 3 de julho     |
| 11            | Grande Prêmio da Áustria          | Red Bull Ring, Spielberg                          | 10 de julho    |
| 12            | Grande Prêmio da França           | Circuito de Paul Ricard, Le Castellet             | 24 de julho    |
| 13            | Grande Prêmio da Hungria          | Hungaroring, Mogyoród                             | 31 de julho    |
| 14            | Grande Prêmio da Bélgica          | Circuito de Spa-Francorchamps, Stavelot           | 28 de agosto   |
| 15            | Grande Prêmio dos Países Baixos   | Circuito de Zandvoort, Zandvoort                  | 4 de setembro  |
| 16            | Grande Prêmio da Itália           | Autódromo Nacional de Monza, Monza                | 11 de setembro |
| 17            | Grande Prêmio de Singapura        | Circuito Urbano de Marina Bay, Singapura          | 2 de outubro   |
| 18            | Grande Prêmio do Japão            | Curso Internacional de Corridas de Suzuka, Suzuka | 9 de outubro   |
| 19            | Grande Prêmio dos Estados Unidos  | Circuito das Américas, Austin                     | 23 de outubro  |
| 20            | Grande Prêmio da Cidade do México | Autódromo Hermanos Rodríguez, Cidade do México    | 30 de outubro  |
| 21            | Grande Prêmio de São Paulo        | Autódromo José Carlos Pace, São Paulo             | 13 de novembro |
| 22            | Grande Prêmio de Abu Dhabi        | Circuito de Yas Marina, Abu Dhabi                 | 20 de novembro |
| Fonte:        |                                   |                                                   |                |

### Mudanças no calendário
- Os Grandes Prêmios da Austrália, Canadá, Japão e Singapura retornaram ao calendário após uma ausência de dois anos devido à pandemia de COVID-19.[67]
- O Grande Prêmio da Emília-Romanha permaneceu no calendário em 2022, no lugar do Grande Prêmio da China, que perdeu seu lugar devido às incertezas sobre as condições de viagem relacionadas à pandemia.[67]
- O Grande Prêmio de Miami fez sua estreia na Fórmula 1, com a corrida sendo realizada no Autódromo Internacional de Miami em Miami Gardens, Flórida.[68]
- Os Grandes Prêmios de Portugal, Estíria e Turquia não foram incluídos na lista das corridas de 2022. Esses Grandes Prêmios foram especificamente adicionados ao calendário de 2021 em resposta à pandemia de COVID-19, para garantir que o maior número possível de corridas pudesse ser realizado.[67]
- O Grande Prêmio do Catar, que esteve no campeonato de 2021, não esteve presente no calendário de 2022. O Grande Prêmio retornará em 2023, após saltar um ano em que o país se concentrará em sediar a Copa do Mundo FIFA.[67][69]
- O Grande Prêmio da Rússia, marcado para 25 de setembro, foi cancelado após a invasão da Ucrânia pela Rússia em 2022, com a FIA dizendo que "é impossível realizar o Grande Prêmio da Rússia nas circunstâncias atuais".[70] Esperava-se que este fosse o último Grande Prêmio da Rússia no Autódromo de Sóchi antes da corrida ser transferida para Igora Drive, em São Petersburgo, em 2023.[71] Posteriormente, a Fórmula 1 anunciou a rescisão do contrato com o Grande Prêmio da Rússia, que era válido até 2025.[72] Em 18 de maio de 2022 a Formula 1 decidiu que o Grande Prêmio da Rússia não foi substituído por uma corrida em outro lugar, devido aos custos elevados e dificuldades de logística.[73]

## Calendário de lançamento dos carros
| Equipe              | Chassis | Data            | Local               | Ref.   |
| ------------------- | ------- | --------------- | ------------------- | ------ |
| Haas                | VF-22   | 4 de fevereiro  | Online              | [ 74 ] |
| Red Bull Racing     | RB18    | 9 de fevereiro  | Online              | [ 75 ] |
| Aston Martin Aramco | AMR22   | 10 de fevereiro | Gaydon, Reino Unido | [ 76 ] |
| McLaren             | MCL36   | 11 de fevereiro | Woking, Reino Unido | [ 77 ] |
| AlphaTauri          | AT03    | 14 de fevereiro | Online              | [ 78 ] |

| Equipe     | Chassis | Data            | Local                    | Ref    |
| ---------- | ------- | --------------- | ------------------------ | ------ |
| Williams   | FW44    | 15 de fevereiro | Online                   | [ 51 ] |
| Ferrari    | F1-75   | 17 de fevereiro | Maranello, Itália        | [ 79 ] |
| Mercedes   | F1 W13  | 18 de fevereiro | Silverstone, Reino Unido | [ 80 ] |
| Alpine     | A522    | 21 de fevereiro | Paris, França            | [ 81 ] |
| Alfa Romeo | C42     | 27 de fevereiro | Online                   | [ 6 ]  |

## Mudanças nos regulamentos

### Regulamento técnico
O Campeonato Mundial de 2022 passou por uma revisão dos regulamentos técnicos. Essas mudanças foram planejadas para serem introduzidas em 2021, com equipes desenvolvendo seus carros ao longo de 2020. No entanto, a introdução dos regulamentos foi adiada para o campeonato de 2022 em resposta à pandemia de COVID-19. Uma vez anunciado o atraso, as equipes foram proibidas de realizar qualquer desenvolvimento de seus carros de 2022 durante o calendário de 2020.
Os pilotos foram consultados sobre o desenvolvimento dos regulamentos técnicos, que foram deliberadamente escritos para serem restritivos, a fim de impedir que as equipes desenvolvessem projetos radicais que limitavam a capacidade dos pilotos de ultrapassar. A FIA criou um grupo de trabalho especializado, ou comitê de engenheiros encarregado de identificar e fechar brechas nos regulamentos antes de sua publicação. A eliminação de brechas, em teoria, impediria uma equipe ter um carro dominante e, por sua vez, permitiria uma competição mais próxima em todo o grid, melhorando também a estética dos carros. Essa filosofia era um dos principais objetivos dos novos regulamentos.

#### Aerodinâmica e carroceria
Os regulamentos técnicos passou a permitir a reintrodução do efeito solo. Isso coincidiu com uma simplificação da carroceria dos carros, tornando a parte inferior do carro a principal fonte de aderência aerodinâmica. Dessa forma, visando reduzir o ar turbulento na esteira dos carros para permitir que os pilotos andem mais perto uns dos outros, mantendo um nível semelhante de força descendente em comparação com os os carros dos anos anteriores. Outras mudanças na aerodinâmica visavam limitar a capacidade das equipes de controlar o fluxo de ar ao redor das rodas dianteiras e reduzir ainda mais a esteira aerodinâmica dos carros. Isso inclui a eliminação dos bargeboards, os complexos dispositivos aerodinâmicos que manipulavam o fluxo de ar ao redor da carroceria do carro. A asa dianteira e as placas finais foram simplificadas, reduzindo o número e a complexidade dos elementos aerodinâmicos. A asa dianteira também passou a se conectar diretamente ao bico do carro, ao contrário dos modelos anteriores a 2022, em que a asa poderia ser conectada ao bico por meio de suportes para criar um espaço sob o monocoque, incentivando o fluxo de ar sob o carro por meio da área de superfície maior da asa e da altura aumentada do bico. As asas traseiras passaram a ser mais largas e mais altas do que nos anos anteriores, com restrições adicionais para limitar a capacidade das equipes de usar os gases do escapamento do motor para gerar força descendente e a carroceria passou a ser revestida de borracha para minimizar o risco de componentes quebrar os carros para minimizar o risco de bandeiras amarelas locais, carros de segurança e paradas. Os números divulgados pelo Grupo de Trabalho revelaram que, onde o carro de especificação de 2019 que seguia outro carro tinha apenas 55% de seus níveis normais de downforce disponíveis, um carro de especificação de 2022 que segue outro carro teria até 86% de seus níveis normais de downforce.
As equipes ficaram ainda mais restritas no número de atualizações aerodinâmicas que podem introduzir no carro, tanto no decorrer de um fim de semana de corrida quanto no decorrer do campeonato. Essas regras foram introduzidas para reduzir ainda mais os custos da concorrência. Após a decisão de adiar os regulamentos de 2021 para 2022, o desenvolvimento aerodinâmico dos carros foi banido de 28 de março até o final de 2020.

#### Unidades de potência
As discussões sobre os regulamentos de motores de 2021 começaram em 2017 e foram finalizadas em maio de 2018. Os regulamentos propostos envolveram a remoção da unidade geradora de calor (MGU-H) para simplificar a tecnologia usada no motor e, ao mesmo tempo, elevar o limite máximo de rotação em 3000 rpm. Outras propostas, denominadas "plug-and-play", veriam os fornecedores de motores vinculados pelos regulamentos para tornar componentes individuais de motores universalmente compatíveis, permitindo que as equipes adquirissem seus componentes de vários fornecedores. As propostas foram elaboradas para simplificar a tecnologia do motor, tornando o esporte mais atraente para os novos participantes. No entanto, como nenhum novo fornecedor de unidades de potência se comprometeu a entrar no esporte a partir de 2021, os fornecedores existentes propuseram manter a fórmula da unidade de potência atual em uma tentativa de reduzir os custos gerais de desenvolvimento.
O sistema de cotas de componentes da unidade de potência continuou em 2022, com as equipes recebendo um número limitado de componentes individuais que podem ser usados antes de incorrer em uma penalidade. O sistema de escapamento foi adicionado à lista de componentes, com as equipes autorizadas a usar no máximo seis ao longo do campeonato.

#### Componentes padronizados
A categoria introduziu uma série de componentes padronizados a partir de 2022, com os regulamentos exigindo que os componentes padrão estejam em vigor até 2024. Esses componentes padronizados incluem a caixa de câmbio e o sistema de combustível. Alguns componentes aerodinâmicos — como a bandeja que fica na frente do assoalho do carro — também foram padronizados para restringir a capacidade das equipes de desenvolver a área e obter vantagens competitivas. As peças individuais passaram a ser classificadas como uma forma de esclarecer as regras em torno delas:
- "Peças listadas" refere-se às peças do carro que as equipes precisam projetar por si mesmas.
- "Peças padrão" é o nome dado às peças do carro que todas as equipes devem usar, incluindo rodas e equipamentos usados nas paradas nos pit.
- "Peças transferíveis" são peças que uma equipe pode desenvolver e vender para outra equipe, como a caixa de câmbio e a embreagem.
- "Peças prescritas" são peças que as equipes precisam desenvolver de acordo com um conjunto prescritivo de regulamentos. As peças prescritas incluem aros das rodas e aerodinâmica das rodas.
- "Peças de código aberto" podem ser desenvolvidas coletivamente por equipes e vendidas aos clientes. Os volantes e o mecanismo DRS estão listados como peças de código aberto.

O sistema de categorização de peças foi introduzido para permitir a liberdade do projeto, pois a revisão dos regulamentos aerodinâmicos era altamente prescritiva.

#### Pneus
A categoria passou a usar pneus de 18 polegadas em vez dos de 13 polegadas que foram usados até a temporada de 2021. Foi originalmente proposto que o uso de aquecedores de pneus — cobertores elétricos projetados para manter os pneus na temperatura operacional ideal quando não estiverem em uso — fosse proibido, mas essa decisão foi revertida após a forte oposição do fornecedor de pneus, a Pirelli. Em vez disso, os aquecedores de pneus se tornaram um equipamento padronizado, com todas as equipes necessárias para usar o mesmo produto com o objetivo de eventualmente eliminá-los completamente.
| Nome do composto | Cor      | Cor | Cor | Banda de rolamento  | Condições                     | Nome oficial | Aderência   | Longevidade |
| ---------------- | -------- | --- | --- | ------------------- | ----------------------------- | ------------ | ----------- | ----------- |
| Macio            | Vermelho |     |     | Slick (P Zero™)     | Seco                          | Soft         | Muito alta  | Muito baixa |
| Macio            | Vermelho |     |     | Slick (P Zero™)     | Seco                          | Soft         | Muito alta  | Muito baixa |
| Macio            | Vermelho |     |     | Slick (P Zero™)     | Seco                          | Soft         | Muito alta  | Muito baixa |
| Médio            | Amarelo  |     |     | Slick (P Zero™)     | Seco                          | Medium       | Média       | Média       |
| Médio            | Amarelo  |     |     | Slick (P Zero™)     | Seco                          | Medium       | Média       | Média       |
| Médio            | Amarelo  |     |     | Slick (P Zero™)     | Seco                          | Medium       | Média       | Média       |
| Duro             | Branco   |     |     | Slick (P Zero™)     | Seco                          | Hard         | Muito baixa | Muito alta  |
| Duro             | Branco   |     |     | Slick (P Zero™)     | Seco                          | Hard         | Muito baixa | Muito alta  |
| Duro             | Branco   |     |     | Slick (P Zero™)     | Seco                          | Hard         | Muito baixa | Muito alta  |
| Intermediário    | Verde    |     |     | Sulcos (Cinturato™) | Molhado (Água não estagnante) | Intermediate | —           | —           |
| Chuva            | Azul     |     |     | Sulcos (Cinturato™) | Molhado (Água estagnante)     | Wet          | —           | —           |

| Compostos     | BAR | ARA | AUS | EMI | MIA | ESP | MON | AZE | CAN | GBR | AUT | FRA | HUN | BEL | PBS | ITA | SIN | JAP | EUA | MEX | SAO | ABU |
| ------------- | --- | --- | --- | --- | --- | --- | --- | --- | --- | --- | --- | --- | --- | --- | --- | --- | --- | --- | --- | --- | --- | --- |
| Duro          |     |     |     |     |     |     |     |     |     |     |     |     |     |     |     |     |     |     |     |     |     |     |
| Médio         |     |     |     |     |     |     |     |     |     |     |     |     |     |     |     |     |     |     |     |     |     |     |
| Macio         |     |     |     |     |     |     |     |     |     |     |     |     |     |     |     |     |     |     |     |     |     |     |
| Intermediário |     |     |     |     |     |     |     |     |     |     |     |     |     |     |     |     |     |     |     |     |     |     |
| Chuva         |     |     |     |     |     |     |     |     |     |     |     |     |     |     |     |     |     |     |     |     |     |     |

## Pré-temporada
Os testes de pré-temporada foram realizados em duas sessões. A primeira entre os dias 23 e 25 de fevereiro, no Circuito de Barcelona-Catalunha em Montmeló, Espanha, a qual não foi aberta ao público e não teve cobertura televisiva, sendo divulgados apenas os melhores tempos de cada dia. A segunda sessão foi realizada entre os dias 10 e 12 de março, no Circuito Internacional do Barém, em Sakhir, Barém, contando com cobertura televisiva.
(Em negrito, a volta mais rápida de cada semana)
| N.º | Circuito                                  | Mapa do circuito | Resultados      | Resultados           | Resultados | Resultados   | Resultados    | Resultados | Resultados |
| --- | ----------------------------------------- | ---------------- | --------------- | -------------------- | ---------- | ------------ | ------------- | ---------- | ---------- |
| 1   | Circuito de Barcelona-Catalunha, Montmeló |                  | Dia             | Piloto               | Equipe     | Melhor tempo | Voltas        | Pneu       | Ref.       |
| 1   | Circuito de Barcelona-Catalunha, Montmeló | 23 de fevereiro  | Lando Norris    | McLaren-Mercedes     | 1:19.568   | 103          | Macio C4 Novo | [ 105 ]    |            |
| 1   | Circuito de Barcelona-Catalunha, Montmeló | 24 de fevereiro  | Charles Leclerc | Ferrari              | 1:19.689   | 79           | Médio C3 Novo | [ 106 ]    |            |
| 1   | Circuito de Barcelona-Catalunha, Montmeló | 25 de fevereiro  | Lewis Hamilton  | Mercedes             | 1:19.138   | 89           | Macio C5 Novo | [ 107 ]    |            |
| 2   | Circuito Internacional do Barém, Barém    |                  | Dia             | Piloto               | Equipe     | Melhor tempo | Voltas        | Pneu       | Ref.       |
| 2   | Circuito Internacional do Barém, Barém    | 10 de março      | Pierre Gasly    | AlphaTauri-RBPT      | 1:33.902   | 104          | Macio C5 Novo | [ 108 ]    |            |
| 2   | Circuito Internacional do Barém, Barém    | 11 de março      | Kevin Magnussen | Haas-Ferrari         | 1:33.207   | 60           | Médio C4 Novo | [ 109 ]    |            |
| 2   | Circuito Internacional do Barém, Barém    | 12 de março      | Max Verstappen  | Red Bull Racing-RBPT | 1:31.720   | 53           | Macio C5 Novo | [ 110 ]    |            |

## Resultados e classificação

### Por Grande Prêmio
| Nº | Grande Prêmio                     | Pole Position    | Tempo    | Volta mais rápida | Tempo    | Vencedor         | Equipe               | Descrição |
| -- | --------------------------------- | ---------------- | -------- | ----------------- | -------- | ---------------- | -------------------- | --------- |
| 1  | Grande Prêmio do Barém            | Charles Leclerc  | 1:30.558 | Charles Leclerc   | 1:34.570 | Charles Leclerc  | Ferrari              | Descrição |
| 2  | Grande Prêmio da Arábia Saudita   | Sergio Pérez     | 1:28.200 | Charles Leclerc   | 1:31.634 | Max Verstappen   | Red Bull Racing-RBPT | Descrição |
| 3  | Grande Prêmio da Austrália        | Charles Leclerc  | 1:17.868 | Charles Leclerc   | 1:20.260 | Charles Leclerc  | Ferrari              | Descrição |
| 4  | Grande Prêmio da Emília-Romanha   | Max Verstappen   | Sprint   | Max Verstappen    | 1:18.446 | Max Verstappen   | Red Bull Racing-RBPT | Descrição |
| 5  | Grande Prêmio de Miami            | Charles Leclerc  | 1:28.796 | Max Verstappen    | 1:31.361 | Max Verstappen   | Red Bull Racing-RBPT | Descrição |
| 6  | Grande Prêmio da Espanha          | Charles Leclerc  | 1:18.750 | Sergio Pérez      | 1:24.108 | Max Verstappen   | Red Bull Racing-RBPT | Descrição |
| 7  | Grande Prêmio de Mônaco           | Charles Leclerc  | 1:11.376 | Lando Norris      | 1:14.693 | Sergio Perez     | Red Bull Racing-RBPT | Descrição |
| 8  | Grande Prêmio do Azerbaijão       | Charles Leclerc  | 1:41.359 | Sergio Perez      | 1:46.046 | Max Verstappen   | Red Bull Racing-RBPT | Descrição |
| 9  | Grande Prêmio do Canadá           | Max Verstappen   | 1:21.299 | Carlos Sainz Jr.  | 1:15:749 | Max Verstappen   | Red Bull Racing-RBPT | Descrição |
| 10 | Grande Prêmio da Grã-Bretanha     | Carlos Sainz Jr. | 1:40.983 | Lewis Hamilton    | 1:30.510 | Carlos Sainz Jr. | Ferrari              | Descrição |
| 11 | Grande Prêmio da Áustria          | Max Verstappen   | Sprint   | Max Verstappen    | 1:07.275 | Charles Leclerc  | Ferrari              | Descrição |
| 12 | Grande Prêmio da França           | Charles Leclerc  | 1:30.872 | Carlos Sainz Jr.  | 1:35.781 | Max Verstappen   | Red Bull Racing-RBPT | Descrição |
| 13 | Grande Prêmio da Hungria          | George Russell   | 1:17.377 | Lewis Hamilton    | 1:21.386 | Max Verstappen   | Red Bull Racing-RBPT | Descrição |
| 14 | Grande Prêmio da Bélgica          | Carlos Sainz Jr. | 1:44.297 | Max Verstappen    | 1:49.354 | Max Verstappen   | Red Bull Racing-RBPT | Descrição |
| 15 | Grande Prêmio dos Países Baixos   | Max Verstappen   | 1:10.342 | Max Verstappen    | 1:13.652 | Max Verstappen   | Red Bull Racing-RBPT | Descrição |
| 16 | Grande Prêmio da Itália           | Charles Leclerc  | 1:20.161 | Sergio Perez      | 1:24.030 | Max Verstappen   | Red Bull Racing-RBPT | Descrição |
| 17 | Grande Prêmio de Singapura        | Charles Leclerc  | 1:49.412 | George Russell    | 1:46.458 | Sergio Perez     | Red Bull Racing-RBPT | Descrição |
| 18 | Grande Prêmio do Japão            | Max Verstappen   | 1:29.304 | Guanyu Zhou       | 1:44.411 | Max Verstappen   | Red Bull Racing-RBPT | Descrição |
| 19 | Grande Prêmio dos Estados Unidos  | Carlos Sainz Jr. | 1:34.356 | George Russell    | 1:38.788 | Max Verstappen   | Red Bull Racing-RBPT | Descrição |
| 20 | Grande Prêmio da Cidade do México | Max Verstappen   | 1:17.775 | George Russell    | 1:20.153 | Max Verstappen   | Red Bull Racing-RBPT | Descrição |
| 21 | Grande Prêmio de São Paulo        | George Russell   | Sprint   | George Russell    | 1:13.785 | George Russell   | Mercedes             | Descrição |
| 22 | Grande Prêmio de Abu Dhabi        | Max Verstappen   | 1:23.824 | Lando Norris      | 1:28.391 | Max Verstappen   | Red Bull Racing-RBPT | Descrição |

### Sistema de pontuação
Os pontos eram concedidos até o décimo colocado. Um ponto extra eram concedido ao piloto que marcasse a volta mais rápida durante uma corrida. O ponto adicional era somente concedido caso o piloto a ter marcado a volta mais rápida de um Grande Prêmio estivesse entre os dez primeiros na classificação final da prova. Não era dado ponto se a volta mais rápida fosse marcada por um piloto que não estivesse entre as dez primeiras posições no final da corrida.
Grandes Prêmios
| Posição | 1º | 2º | 3º | 4º | 5º | 6º | 7º | 8º | 9º | 10º | VMR* |
| Pontos  | 25 | 18 | 15 | 12 | 10 | 8  | 6  | 4  | 2  | 1   | 1    |

Qualificação de sprint
Introduzidas em 2021, os pilotos disputaram uma qualificação em formato de corrida curta (sprint) no sábado durante três Grandes Prêmios. Os oitos melhores colocados desta corrida receberam pontos.
| Posição | 1º | 2º | 3º | 4º | 5º | 6º | 7º | 8º |
| ------- | -- | -- | -- | -- | -- | -- | -- | -- |
| Pontos  | 8  | 7  | 6  | 5  | 4  | 3  | 2  | 1  |

#### Pontuação para corridas incompletas
Após a controvérsia envolvendo o Grande Prêmio da Bélgica de 2021, o critério de pontuação para corridas incompletas foi alterado. As novas normas são:
- Não haverá pontuação se não houver o mínimo de duas voltas disputadas em bandeira verde.
- Se pelo menos duas voltas em bandeira verde forem disputadas até 25% da distância prevista, a pontuação será 6-4-3-2-1 para os cinco primeiros colocados.
- Se for disputada entre 25% e 50% da distância prevista, a pontuação será 13–10–8–6–5–4–3–2–1 para os nove primeiros colocados.
- Se for disputada entre 50% e 75% da distância prevista, a pontuação será 19–14–12–9–8–6–5–3–2–1 para os dez primeiros colocados.
- Se for disputada mais de 75% da distância prevista, a pontuação será a já adotada.[111]

### Campeonato de Pilotos
| Pos. | N.º | Piloto           | BAR | ARA | AUS | EMI  | MIA | ESP | MON | AZE | CAN | GBR | AUT  | FRA | HUN | BEL | PBS | ITA | SIN | JAP | EUA | MEX | SAO  | ABU | Ptos. |
| ---- | --- | ---------------- | --- | --- | --- | ---- | --- | --- | --- | --- | --- | --- | ---- | --- | --- | --- | --- | --- | --- | --- | --- | --- | ---- | --- | ----- |
| 1    | 1   | Max Verstappen   | 19† | 1   | Ret | 1    | 1   | 1   | 3   | 1   | 1   | 7   | 21   | 1   | 1   | 1   | 1   | 1   | 7   | 1   | 1   | 1   | 64   | 1   | 454   |
| 2    | 16  | Charles Leclerc  | 1   | 2   | 1   | 62   | 2   | Ret | 4   | Ret | 5   | 4   | 12   | Ret | 6   | 6   | 3   | 2   | 2   | 3   | 3   | 6   | 4 6  | 2   | 308   |
| 3    | 11  | Sergio Pérez     | 18† | 4   | 2   | 23   | 4   | 2   | 1   | 2   | Ret | 2   | Ret5 | 4   | 5   | 2   | 5   | 6   | 1   | 2   | 4   | 3   | 75   | 3   | 305   |
| 4    | 63  | George Russell   | 4   | 5   | 3   | 4    | 5   | 3   | 5   | 3   | 4   | Ret | 4    | 3   | 3   | 4   | 2   | 3   | 14  | 8   | 5   | 4   | 1    | 5   | 275   |
| 5    | 55  | Carlos Sainz Jr. | 2   | 3   | Ret | Ret4 | 3   | 4   | 2   | Ret | 2   | 1   | Ret3 | 5   | 4   | 3   | 8   | 4   | 3   | Ret | Ret | 5   | 32   | 4   | 246   |
| 6    | 44  | Lewis Hamilton   | 3   | 10  | 4   | 13   | 6   | 5   | 8   | 4   | 3   | 3   | 38   | 2   | 2   | Ret | 4   | 5   | 9   | 5   | 2   | 2   | 2    | 18† | 240   |
| 7    | 4   | Lando Norris     | 15  | 7   | 5   | 35   | Ret | 8   | 6   | 9   | 15  | 6   | 7    | 7   | 7   | 12  | 7   | 7   | 4   | 10  | 6   | 9   | Ret7 | 6   | 122   |
| 8    | 31  | Esteban Ocon     | 7   | 6   | 7   | 14   | 8   | 7   | 12  | 10  | 6   | Ret | 56   | 8   | 9   | 7   | 9   | 11  | Ret | 4   | 11  | 8   | 8    | 7   | 92    |
| 9    | 14  | Fernando Alonso  | 9   | Ret | 17  | Ret  | 11  | 9   | 7   | 7   | 9   | 5   | 10   | 6   | 8   | 5   | 6   | Ret | Ret | 7   | 7   | 19† | 5    | Ret | 81    |
| 10   | 77  | Valtteri Bottas  | 6   | Ret | 8   | 57   | 7   | 6   | 9   | 11  | 7   | Ret | 11   | 14  | 20† | Ret | Ret | 13  | 11  | 15  | Ret | 10  | 9    | 15  | 49    |
| 11   | 3   | Daniel Ricciardo | 14  | Ret | 6   | 186  | 13  | 12  | 13  | 8   | 11  | 13  | 9    | 9   | 15  | 15  | 17  | Ret | 5   | 11  | 16  | 7   | Ret  | 9   | 37    |
| 12   | 5   | Sebastian Vettel | EX  | EX  | Ret | 8    | 17  | 11  | 10  | 6   | 12  | 9   | 17   | 11  | 10  | 8   | 14  | Ret | 8   | 6   | 8   | 14  | 11   | 10  | 37    |
| 13   | 20  | Kevin Magnussen  | 5   | 9   | 14  | 98   | 16† | 17  | Ret | Ret | 17  | 10  | 87   | Ret | 16  | 16  | 15  | 16  | 12  | 14  | 9   | 17  | Ret8 | 17  | 25    |
| 14   | 10  | Pierre Gasly     | Ret | 8   | 9   | 12   | Ret | 13  | 11  | 5   | 14  | Ret | 15   | 12  | 12  | 9   | 11  | 8   | 10  | 18  | 14  | 11  | 14   | 14  | 23    |
| 15   | 18  | Lance Stroll     | 12  | 13  | 12  | 10   | 10  | 15  | 14  | 16† | 10  | 11  | 13   | 10  | 11  | 11  | 10  | Ret | 6   | 12  | Ret | 15  | 10   | 8   | 18    |
| 16   | 47  | Mick Schumacher  | 11  | Les | 13  | 17   | 15  | 14  | Ret | 14  | Ret | 8   | 6    | 15  | 14  | 17  | 13  | 12  | 13  | 17  | 15  | 16  | 13   | 16  | 12    |
| 17   | 22  | Yuki Tsunoda     | 8   | NL  | 15  | 7    | 12  | 10  | 17  | 13  | Ret | 14  | 16   | Ret | 19  | 13  | Ret | 14  | Ret | 13  | 10  | Ret | 17   | 11  | 12    |
| 18   | 24  | Guanyu Zhou      | 10  | 11  | 11  | 15   | Ret | Ret | 16  | Ret | 8   | Ret | 14   | 16† | 13  | 14  | 16  | 10  | Ret | 16  | 12  | 13  | 12   | 12  | 6     |
| 19   | 23  | Alexander Albon  | 13  | 14  | 10  | 11   | 9   | 18  | Ret | 12  | 13  | Ret | 12   | 13  | 17  | 10  | 12  | NL  | Ret | Ret | 13  | 13  | 15   | 13  | 4     |
| 20   | 6   | Nicholas Latifi  | 16  | Ret | 16  | 16   | 14  | 16  | 15  | 15  | 16  | 12  | Ret  | Ret | 18  | 18  | 18  | 15  | Ret | 9   | 17  | 18  | 16   | 19† | 2     |
| 21   | 45  | Nyck de Vries    | NP  | NP  | NP  | NP   | NP  | NP  | NP  | NP  | NP  | NP  | NP   | NP  | NP  | NP  | NP  | 9   | NP  | NP  | NP  | NP  | NP   | NP  | 2     |
| 22   | 27  | Nico Hülkenberg  | 17  | 12  | NP  | NP   | NP  | NP  | NP  | NP  | NP  | NP  | NP   | NP  | NP  | NP  | NP  | NP  | NP  | NP  | NP  | NP  | NP   | NP  | 0     |
| Pos. | N.º | Piloto           | BAR | ARA | AUS | EMI  | MIA | ESP | MON | AZE | CAN | GBR | AUT  | FRA | HUN | BEL | PBS | ITA | SIN | JAP | EUA | MEX | SAO  | ABU | Ptos. |

| Cor       | Ouro                 | Prata           | Bronze                | Verde                | Azul                 | Púrpura          | Vermelho             |
| Resultado | Vencedor             | 2.º lugar       | 3.º lugar             | Terminou, nos pontos | Terminou, sem pontos | Retirou-se (Ret) | Não qualificado (NQ) |
|           |                      |                 |                       |                      |                      |                  |                      |
| Cor       | Preto                | Branco          | Branco                | Azul claro           | Sem cor              | Sem cor          | Sem cor              |
| Resultado | Desqualificado (DSQ) | Não largou (NL) | Corrida cancelada (C) | Apenas treino (AT)   | Não participou (NP)  | Lesionado (Les)  | Excluído (EX)        |

Negrito – Pole position

Itálico – Volta mais rápida

† – Classificado por ter completado mais de 90% da prova

²/³ – Resultado da qualificação de sprint

### Campeonato de Construtores
| Pos. | Construtor                   | N.º | BAR | ARA | AUS | EMI  | MIA | ESP | MON | AZE | CAN | GBR | AUT  | FRA | HUN | BEL | PBS | ITA | SIN | JAP | EUA | MEX | SAO  | ABU | Ptos. |
| ---- | ---------------------------- | --- | --- | --- | --- | ---- | --- | --- | --- | --- | --- | --- | ---- | --- | --- | --- | --- | --- | --- | --- | --- | --- | ---- | --- | ----- |
| 1    | Red Bull Racing-RBPT         | 1   | 19† | 1   | Ret | 1    | 1   | 1   | 3   | 1   | 1   | 7   | 21   | 1   | 1   | 1   | 1   | 1   | 7   | 1   | 1   | 1   | 64   | 1   | 759   |
| 1    | Red Bull Racing-RBPT         | 11  | 18† | 4   | 2   | 23   | 4   | 2   | 1   | 2   | Ret | 2   | Ret5 | 4   | 5   | 2   | 5   | 6   | 1   | 2   | 4   | 3   | 75   | 3   | 759   |
| 2    | Ferrari                      | 16  | 1   | 2   | 1   | 62   | 2   | Ret | 4   | Ret | 5   | 4   | 12   | Ret | 6   | 6   | 3   | 2   | 2   | 3   | 3   | 6   | 4 6  | 2   | 554   |
| 2    | Ferrari                      | 55  | 2   | 3   | Ret | Ret4 | 3   | 4   | 2   | Ret | 2   | 1   | Ret3 | 5   | 4   | 3   | 8   | 4   | 3   | Ret | Ret | 5   | 32   | 4   | 554   |
| 3    | Mercedes                     | 44  | 3   | 10  | 4   | 13   | 6   | 5   | 8   | 4   | 3   | 3   | 38   | 2   | 2   | Ret | 4   | 5   | 9   | 5   | 2   | 2   | 2    | 18† | 515   |
| 3    | Mercedes                     | 63  | 4   | 5   | 3   | 4    | 5   | 3   | 5   | 3   | 4   | Ret | 4    | 3   | 3   | 4   | 2   | 3   | 14  | 8   | 5   | 4   | 1    | 5   | 515   |
| 4    | Alpine-Renault               | 14  | 9   | Ret | 17  | Ret  | 11  | 9   | 7   | 7   | 9   | 5   | 10   | 6   | 8   | 5   | 6   | Ret | Ret | 7   | 7   | 19† | 5    | Ret | 173   |
| 4    | Alpine-Renault               | 31  | 7   | 6   | 7   | 14   | 8   | 7   | 12  | 10  | 6   | Ret | 56   | 8   | 9   | 7   | 9   | 11  | Ret | 4   | 11  | 8   | 8    | 7   | 173   |
| 5    | McLaren-Mercedes             | 3   | 14  | Ret | 6   | 186  | 13  | 12  | 13  | 8   | 11  | 13  | 9    | 9   | 15  | 15  | 17  | Ret | 5   | 11  | 16  | 7   | Ret  | 9   | 159   |
| 5    | McLaren-Mercedes             | 4   | 15  | 7   | 5   | 35   | Ret | 8   | 6   | 9   | 15  | 6   | 7    | 7   | 7   | 12  | 7   | 7   | 4   | 10  | 6   | 9   | Ret7 | 6   | 159   |
| 6    | Alfa Romeo-Ferrari           | 24  | 10  | 11  | 11  | 15   | Ret | Ret | 16  | Ret | 8   | Ret | 14   | 16† | 13  | 14  | 16  | 10  | Ret | 16  | 12  | 13  | 12   | 12  | 55    |
| 6    | Alfa Romeo-Ferrari           | 77  | 6   | Ret | 8   | 57   | 7   | 6   | 9   | 11  | 7   | Ret | 11   | 14  | 20† | Ret | Ret | 13  | 11  | 15  | Ret | 10  | 9    | 15  | 55    |
| 7    | Aston Martin Aramco-Mercedes | 5   | EX  | EX  | Ret | 8    | 17  | 11  | 10  | 6   | 12  | 9   | 17   | 11  | 10  | 8   | 14  | Ret | 8   | 6   | 8   | 14  | 11   | 10  | 55    |
| 7    | Aston Martin Aramco-Mercedes | 18  | 12  | 13  | 12  | 10   | 10  | 15  | 14  | 16† | 10  | 11  | 13   | 10  | 11  | 11  | 10  | Ret | 6   | 12  | Ret | 15  | 10   | 8   | 55    |
| 7    | Aston Martin Aramco-Mercedes | 27  | 17  | 12  | NP  | NP   | NP  | NP  | NP  | NP  | NP  | NP  | NP   | NP  | NP  | NP  | NP  | NP  | NP  | NP  | NP  | NP  | NP   | NP  | 55    |
| 8    | Haas-Ferrari                 | 20  | 5   | 9   | 14  | 98   | 16† | 17  | Ret | Ret | 17  | 10  | 87   | Ret | 16  | 16  | 15  | 16  | 12  | 14  | 9   | 17  | Ret8 | 17  | 37    |
| 8    | Haas-Ferrari                 | 47  | 11  | Les | 13  | 17   | 15  | 14  | Ret | 14  | Ret | 8   | 6    | 15  | 14  | 17  | 13  | 12  | 13  | 17  | 15  | 16  | 13   | 16  | 37    |
| 9    | AlphaTauri-RBPT              | 10  | Ret | 8   | 9   | 12   | Ret | 13  | 11  | 5   | 14  | Ret | 15   | 12  | 12  | 9   | 11  | 8   | 10  | 18  | 14  | 11  | 14   | 14  | 35    |
| 9    | AlphaTauri-RBPT              | 22  | 8   | NL  | 15  | 7    | 12  | 10  | 17  | 13  | Ret | 14  | 16   | Ret | 19  | 13  | Ret | 14  | Ret | 13  | 10  | Ret | 17   |     | 35    |
| 10   | Williams-Mercedes            | 6   | 16  | Ret | 16  | 16   | 14  | 16  | 15  | 15  | 16  | 12  | Ret  | Ret | 18  | 18  | 18  | 15  | Ret | 9   | 17  | 18  | 16   | 19† | 8     |
| 10   | Williams-Mercedes            | 23  | 13  | 14  | 10  | 11   | 9   | 18  | Ret | 12  | 13  | Ret | 12   | 13  | 17  | 10  | 12  | NL  | Ret | Ret | 13  | 13  | 15   | 13  | 8     |
| 10   | Williams-Mercedes            | 45  | NP  | NP  | NP  | NP   | NP  | NP  | NP  | NP  | NP  | NP  | NP   | NP  | NP  | NP  | NP  | 9   | NP  | NP  | NP  | NP  | NP   | NP  | 8     |
| Pos. | Construtor                   | N.º | BAR | ARA | AUS | EMI  | MIA | ESP | MON | AZE | CAN | GBR | AUT  | FRA | HUN | BEL | PBS | ITA | SIN | JAP | EUA | MEX | SAO  | ABU | Ptos. |

| Cor       | Ouro                 | Prata           | Bronze                | Verde                | Azul                 | Púrpura          | Vermelho             |
| Resultado | Vencedor             | 2.º lugar       | 3.º lugar             | Terminou, nos pontos | Terminou, sem pontos | Retirou-se (Ret) | Não qualificado (NQ) |
|           |                      |                 |                       |                      |                      |                  |                      |
| Cor       | Preto                | Branco          | Branco                | Azul claro           | Sem cor              | Sem cor          | Sem cor              |
| Resultado | Desqualificado (DSQ) | Não largou (NL) | Corrida cancelada (C) | Apenas treino (AT)   | Não participou (NP)  | Lesionado (Les)  | Excluído (EX)        |

Negrito – Pole position

Itálico – Volta mais rápida

† – Classificado por ter completado mais de 90% da prova

²/³ – Resultado da qualificação de sprint